# Кулькова, Снежанна Станиславовна
Снежанна Станиславовна Кулькова (родилась 21 августа 1994 года) — российская регбистка, защитница команды ЦСКА и сборных России по регби-15 и регби-7. Мастер спорта России (29 декабря 2018). Заслуженный мастер спорта России (20 ноября 2020 года).

## Биография
Начала играть в регби в Красноярске. С февраля 2011 по январь 2019 года являлась игроком регбийного клуба «Красный Яр». В 2012 году училась в СПБГТУРП (г.Санкт-Петербург) по специальности логистика, университет не окончила. В 2015 году поступила в Красноярский государственный педагогический университет им. В.П. Астафьева на специальность «педагог по физической культуре», где продолжает обучение в настоящее время. С 2019 защищает цвета клуба «Енисей-СТМ». Обладательница кубка России по регби-7 2017 и 2018 года в составе клуба «Красный Яр». В 2015 году признана самой красивой спортсменкой Красноярска по версии портала Woman's Day. В июне 2019 года была признана лучшим спортсменом Красноярского края по версии портала «Крайспорт».
В составе сборной России по регби-15 — бронзовый призёр чемпионатов Европы 2015, 2016 и 2019 годов, в составе сборной России по регби-7 — чемпионка Европы 2017, 2018 и 2019 годов. В 2017 году выступила только на этапе чемпионата Европы во Франции, в 2018 году сыграла на этапе в Казани.
Бронзовый призёр летней Универсиады 2019 года по регби-7 в Неаполе (представляла Красноярский государственный педагогический университет им. В.П. Астафьева).

## Вне регби
В 2020 году снялась в фотосессии в ГУМ в рамках проекта, организованного Федерацией регби России и Bosco.